# 432
432是431和433之間的自然數。

## 性質
- 合數，正因數有1、2、3、4、6、8、9、12、16、18、24、27、36、48、54、72、108、144、216和432。
質因數分解為{\displaystyle 2^{4}\times 3^{3}}。
- 過剩數，真因數和為808，盈度為376。
  - 半完全數，和為本身的其中一組因數為1、 2、 3、 4、 6、 8、 9、 12、 18、 24、 27、 36、 48、 54、 72、 108。
- 十进制的哈沙德數。
- 十进制的奢侈數。
- 第6個阿喀琉斯數。前一個為392、後一個為500。
- 第11個高歐拉商數。前一個為240、後一個為480。
- 432!是最小不是哈沙德數的階乘數。

## 其他關於432
- 在條碼的標準裏，德國的歐洲商品編碼是432。
- 靜岡縣濱松市西區、中區、南區、天龍區、北區、東區的郵區編號是432。
- 小行星432是在小行星帶的小行星。
- Intel iAPX 432是英特爾的32位元微處理器。
- Kearny（英语：USS Kearny (DD-432)）是美國海軍的驅逐艦。
- 白魚號(USS Whitefish, SS-432)是美國海軍的潛艇。(未建造)

## 関連項目
- 數表
- 公元432年
- 公元前432年